# Grindeks

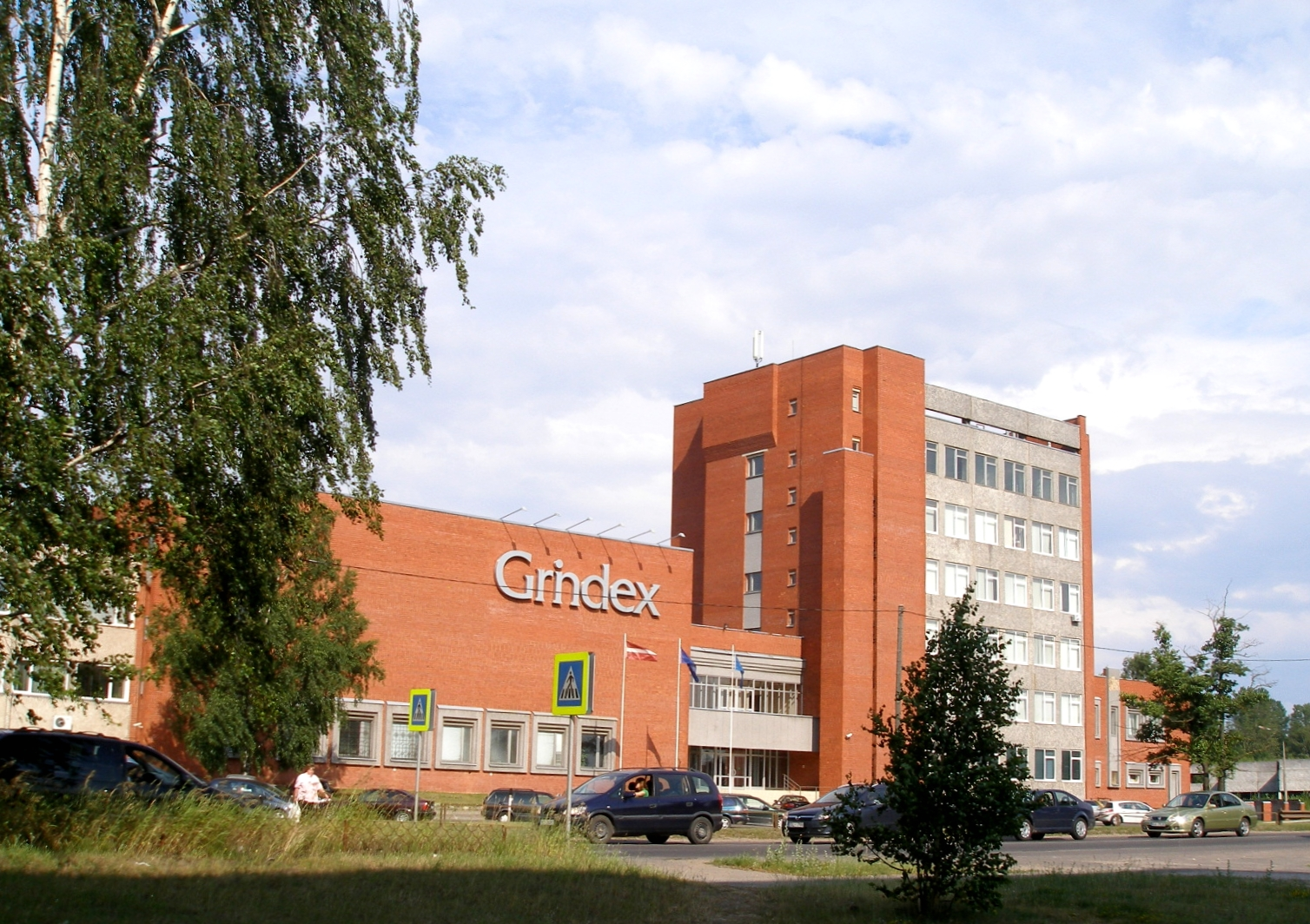
AS Grindeks huvudkontor i Riga.

AS Grindeks, med varumärket Grindex, är ett läkemedelsföretag i Lettland. Bolagets huvudsakliga verksamhet är forskning, utveckling, produktion och försäljning av originalprodukter, generiska läkemedel och aktiva läkemedelssubstanser. Grindeks huvudsakliga verksamhet innefattar kardiovaskulära läkemedel, forskning kring det centrala nervsystemet, läkemedel mot cancer och diabetes. Grindeks största produkter är meldonium och tegafur. År 2021 exporterades företagets produkter till fler än 100 länder.
Grindekskoncernen består av AS Grindeks och dess dotterbolag AS Kalceks (Lettland), HBM Pharma Ltd. (Slovakien), AS Tallinas Farmaceitiskā rūpnīka (Estland) och SIA Namu paspimenkošanas projekti (Lettland), m.fl.
Den största aktieägaren är SIA Liplat Holding (96,78%), som ägs av Kirovs Lipmans, Anna Lipmans och Filip Lipmans.